# 千葉県保育所一覧
千葉県保育所一覧（ちばけんほいくしょいちらん）は、千葉県の保育所の一覧。
なお、認定こども園については保育所型認定こども園と幼保連携型認定こども園を記載する。類型については、千葉県公表の認定こども園一覧による（千葉市、船橋市、柏市除く）。

## 千葉市
千葉市公式Webサイトより。

### 中央区
公立保育所
- 千葉市立白旗保育所
- 千葉市立新宿保育所
- 千葉市立神明保育所
- 千葉市立亥鼻保育所
- 千葉市立星久喜保育所
- 千葉市立都保育所
- 千葉市立生実保育所
- 千葉市立蘇我保育所
- 千葉市立弁天保育所
- 千葉市立浜野保育所
- 千葉市立川戸保育所

私立保育所
- 院内保育園
- 今井保育園
- 千葉寺保育園
- 慈光保育園
- 松ケ丘保育園
- はまかぜ保育園
- 明徳浜野駅保育園
- ポピンズナーサリースクール千葉みなと
- いろは保育園
- ローゼンそが保育園
- ポピンズナーサリースクールみなと公園
- ピラミッドメソッド千葉保育園
- ルーチェ保育園千葉新田町
- ふぇりーちぇほいくえん
- 寒川保育園
- そらまめ保育園新千葉駅前
- 本千葉エンゼルホーム保育園
- キートスチャイルドケア新田町
- そが中央保育園
- すえひろ保育園
- 千葉こども保育園
- にじのいろ保育園
- 植草学園千葉駅保育園
- 大森保育園
- 東千葉雲母保育園
- レイモンド汐見丘保育園
- K's garden蘇我保育園
- ひなたぼっこ保育園
- ほしのこ保育園
- 椿森保育園
- アンファンジュール保育園弁天
- 京進のほいくえんHOPPAガーデンビュー千葉駅前
- そがチャイルドハウス保育園
- オンジュ ソリール保育園　そが駅前園
- 松波アーク保育園

私立認定こども園
- 植草学園大学附属弁天こども園（幼保連携型）
- 認定こども園はまの幼稚園（幼保連携型）

私立小規模保育事業所
- 青葉の森保育館
- キッズルームチャコ千葉園
- ぷち・いろは
- 星のおうち千葉中央
- そらまめ千葉西口駅前園
- 千葉わくわく園
- ニチイキッズ千葉中央第一
- ニチイキッズ千葉中央第二
- ほしのこキッズルーム
- 西千葉たんぽぽ保育室
- キッズパティオ西千葉園
- Kids Resort SOGA
- キートスチャイルドケア新千葉
- 梅乃園幼稚園附属0・1・2ナーサリー
- Kids Resort CHIBADERA
- 蘇我うらら保育室
- かるがも蘇我園
- 植草学園　このはの家
- キートスチャイルドケア松波
- キッズルーム蘇我わかば
- 童夢ガーデン　千葉ポートタウン
- なないろ浜野園

私立事業所内保育事業
- 千葉医療センターつばき保育園（国立病院機構千葉医療センター）
- うみかぜ南町保育園（JFEスチール株式会社）
- ジョイア　千葉園（鴻池運輸株式会社）

### 花見川区
公立保育所
- 千葉市立幕張第一保育所
- 千葉市立長作保育所
- 千葉市立花見川第一保育所
- 千葉市立幕張第二保育所
- 千葉市立花見川第二保育所
- 千葉市立花見川第三保育所
- 千葉市立さつきが丘第一保育所
- 千葉市立こてはし台保育所
- 千葉市立西小中台保育所
- 千葉市立幕張第三保育所
- 千葉市立さつきが丘第二保育所

私立保育所
- みどり保育園
- ちどり保育園
- 幕張いもっこ保育園
- 幕張本郷きらきら保育園
- 泉保育園
- 新検見川すきっぷ保育園
- 幕張本郷ナーサリー
- ほのぼのたんぽぽほいくえん
- スクルドエンジェル保育園　幕張園
- あい・あい保育園　幕張園
- ぴょんぴょん保育園
- 幕張本郷すきっぷ保育園
- 花見川さくら学園保育園
- 日乃出保育園
- 検見川わくわく保育園
- キートスチャイルドケア幕張本郷
- 京進のほいくえんHOPPA幕張町５丁目
- 京進のほいくえんHOPPA幕張本郷駅前
- 千葉検見川雲母保育園
- かえで保育園幕張本郷
- すまいるキャンディ保育園
- かえで保育園幕張本郷６丁目
- 童夢ガーデン幕張本郷保育園
- かえで保育園まくはり
- かえで保育園はなぞの
- 希望の子保育園

私立小規模保育事業所
- Kid'sPatioまくはり園
- 星のおうち幕張
- キッズスペース・ウィーピー幕張本郷
- にじいろキャンディ検見川園
- マミー＆ミー幕張園
- キッズフィールド幕張みなみ園
- てぃだまちキッズ新検見川駅前
- 星のおうち幕張北
- 幕張本郷なないろ保育室
- 幕張本郷ひだまり園
- みらいつむぎ新検見川園
- チャイルドケアセンター　プレイディア
- ほのぼのくるみのおうち
- 新検見川駅前キッズルーム
- どれみ園
- 新検見川駅北口キッズランド
- ほしぞらの丘

私立事業所内保育事業
- ひかり保育園

### 稲毛区
公立保育所
- 千葉市立長沼原保育所
- 千葉市立轟保育所
- 千葉市立千草台保育所
- 千葉市立あやめ台第一保育所
- 千葉市立小中台保育所
- 千葉市立天台保育所
- 千葉市立あやめ台第二保育所
- 千葉市立小深保育所
- 千葉市立黒砂保育所
- 千葉市立園生保育所
- 千葉市立宮野木保育所

私立保育所
- 稲毛保育園
- 作草部保育園
- 南小中台保育園
- 山王保育園
- チャイルド・ガーデン保育園
- いなほ保育園
- 稲毛すきっぷ保育園
- 稲毛ひだまり保育園
- ココファン・ナーサリー稲毛
- ししの子保育園
- アストロナーサリー小仲台
- ココファン・ナーサリー稲毛東
- アストロキャンプ稲毛東保育園
- スクルドエンジェル保育園稲毛園
- KORU保育園
- 稲毛こどもの木保育園
- 稲毛キッズマーム保育園
- キートスチャイルドケア園生町
- 千葉稲毛雲母保育園
- ナーサリーホーム園生保育園
- 小ばと会なでしこ保育園
- 作草部アーク保育園
- ししの子保育園　小中台町
- ナーサリーホーム小仲台
- 認可保育園みどりまち
- アストロベースキャンプ保育園
- つぼみ保育園

私立認定こども園
- ウィズダムナーサリースクール（幼保連携型）

私立小規模保育事業所
- キッズルームチャコ稲毛園
- アストロミニキャンプ小仲台
- ハニーキッズ草野園
- スクルドエンジェル稲毛駅前園
- 稲毛ふわり保育室
- ウィズダムアリス園

私立事業所内保育事業
- 園生幼稚園附属園生保育園
- ナーサリーホーム稲毛
- ナーサリーホーム稲毛東
- 稲毛幼稚園附属稲毛くれよんナーサリー

### 若葉区
公立保育所
- 千葉市立野呂保育所
- 千葉市立更科保育所
- 千葉市立小倉台保育所
- 千葉市立千城台西保育所
- 千葉市立大宮台保育所
- 千葉市立千城台東第一保育所
- 千葉市立坂月保育所
- 千葉市立桜木保育所
- 千葉市立都賀の台保育所
- 千葉市立多部田保育所

公立認定こども園
- 千葉市立千城台東認定こども園（保育所型）

私立保育所
- 旭ヶ丘保育園
- 若竹保育園
- みつわ台保育園
- たいよう保育園
- すずらん保育園
- キッズマーム保育園
- 千葉聖心保育園
- 都賀保育園
- ミルキーホーム都賀園
- まほろばのお日さま保育園
- マミー&ミー西都賀保育園
- 若葉保育園
- 都賀せいわ保育園
- やまどり保育園
- マリア保育園
- キートスチャイルドケア桜木
- 小倉台いろは保育園
- つぐみ保育園
- みつばち保育園若葉

私立小規模保育事業所
- キートスチャイルドケアみつわ台
- べびぃまーむ
- 小規模保育　ひまわりえん
- みつばちキッズ
- サンライズキッズ 都賀園
- 都賀サンフラワー保育室

### 緑区
公立保育所
- 千葉市立平山保育所
- 千葉市立誉田保育所

私立保育所
- わかくさ保育園
- おゆみ野保育園
- ナ－セリ－鏡戸
- ふたば保育園
- 明和輝保育園
- グレース保育園
- 真生保育園
- ココファン・ナーサリーおゆみ野
- おゆみ野すきっぷ保育園
- ニチイキッズあすみが丘保育園
- 美光保育園
- あおぞら保育園
- テンダーラビング保育園誉田
- 誉田おもいやり保育園
- さくらんぼ保育園
- げんき保育園
- マミー&ミーおゆみ野保育園
- かるがも保育園おゆみ野園
- あい・あい保育園土気園
- アンファンジュール保育園おゆみ野
- ぽかぽか保育園おてんとさん
- ドルフィンキッズ保育園
- あすみ東保育園
- キートスチャイルドケアおゆみ野南
- ししの子保育園　おゆみ野
- あい・あい保育園 あすみが丘園
- 子どものまきば保育園
- かるがも保育園　鎌取園
- クニナたかだの森保育園
- キッズラボ誉田保育園

私立認定こども園
- 白梅幼稚園（幼保連携型）
- キッズビレッジ（幼保連携型）
- 明徳土気こども園（幼保連携型）
- かしの木学園　かしの木園 （保育所型）

私立小規模保育事業所
- 森のおうちコッコロ
- ミルキーウェイ
- ちいさなおうち　ふたば
- おゆみ野南幼稚園附属みなみちゃんナーサリー
- 童夢ガーデン　おゆみ野

私立事業所内保育事業
- ひまわり保育室（医療法人社団豊心会　中野内科クリニック）
- みどりの森めばえ保育園（社会福祉法人友和会）
- 千葉南病院クニナ保育園（医療法人社団紫雲会　千葉南病院）
- よつば保育園（社会福祉法人あかね福祉会）

### 美浜区
公立保育所
- 千葉市立稲毛海岸保育所
- 千葉市立幸第一保育所
- 千葉市立高洲第一保育所
- 千葉市立高洲第二保育所
- 千葉市立真砂第一保育所
- 千葉市立真砂第二保育所
- 千葉市立高洲第三保育所
- 千葉市立真砂第三保育所
- 千葉市立高浜第一保育所
- 千葉市立磯辺保育所

公立認定こども園
- 千葉市立幸認定こども園（保育所型）

私立保育所
- 若梅保育園
- チューリップ保育園
- 幕張海浜保育園
- まどか保育園
- なぎさ保育園
- もみじ保育園
- みらい保育園
- アスク海浜幕張保育園
- アップルナースリー検見川浜保育園
- 茶々まくはり保育園
- たかし保育園稲毛海岸
- 第2幕張海浜保育園
- なのはな保育園
- キッズガーデン海浜幕張保育園
- 童夢ガーデンWBG保育園
- 京進のほいくえんHOPPA幕張ベイパーク
- 絵本と太陽の保育園てぃだまちキッズ検見川浜
- オンジュ ソリール保育園　海浜幕張園
- 京進のほいくえんHOPPA幕張ベイタウン
- 美波保育園
- みらいつむぎ保育園美浜

私立認定こども園
- 幕張海浜こども園（幼保連携型）
- 打瀬保育園（幼保連携型）
- 千葉女子専門学校附属聖こども園（幼保連携型）

私立小規模保育事業所
- 千葉白菊幼稚園附属しらぎくナーサリ－
- スクルドエンジェル検見川浜園
- オーチャード・キッズ稲毛海岸園
- キートスチャイルドケア幸町
- オーチャード・キッズ稲毛海岸園第二
- チューリップのおうちえん
- サフォークキッズランド美浜園
- ナーサリーホーム稲毛海岸
- みらいつむぎ検見川浜園
- キッズみらくる園
- Kids Resort UTASE

私立事業所内保育事業
- 美浜ナーサリーささえ愛（社会福祉法人ささえ愛）
- イオンゆめみらい保育園　幕張新都心（イオングループ）

## 銚子市
銚子市公式Webサイトより。
公立保育所
- 銚子市立第二保育所
- 銚子市立第三保育所
- 銚子市立第四保育所
- 銚子市立海鹿島保育所

私立保育所
- 銚子保育園
- 外川保育園
- 松岸保育園
- 聖母保育園
- 銚子中央保育園
- 東光保育園
- 萌保育園

## 市川市
市川市公式Webサイトより。
公立保育所
- 市川市立平田保育園
- 市川市立北方保育園
- 市川市立若宮保育園
- 市川市立大洲保育園
- 市川市立富貴島保育園
- 市川市立東大和田保育園
- 市川市立中国分保育園
- 市川市立大和田保育園
- 市川市立新田保育園
- 市川市立鬼高保育園
- 市川市立行徳保育園
- 市川市立曽谷保育園
- 市川市立本北方保育園
- 市川市立菅野保育園
- 市川市立塩焼保育園
- 市川市立稲荷木保育園
- 市川市立新田第2保育園
- 市川市立塩焼第2保育園
- 市川市立塩浜保育園
- 市川市立大野保育園
- 市川市立香取保育園

私立保育所
- 国府台保育園
- 行徳あけぼの保育園
- 新井保育園
- さかえ保育園
- つくし保育園
- まきば保育園
- 愛泉保育園
- 百合台保育園
- ときわ保育園
- 仁保育園
- 原木保育園
- 杉の木保育園
- 柏井保育園
- 花の子保育園
- 明徳本八幡駅保育園
- わたぐも保育園
- アップルナースリー保育園
- すえひろ保育園
- さくらんぼ保育園
- じゃんぐる保育園
- かいづか保育園
- うみかぜ保育園
- キッド・ステイ南行徳保育園
- 太陽の子保育園
- 市川キッズステ－ション
- 市川大野ナ－サリ－スク－ル
- 広尾みらい保育園
- あじさい保育園
- キッド・ステイ原木中山保育園
- アスク行徳保育園
- アスク本八幡保育園
- ありのみ保育園
- 市川どろんこ保育園
- 小学館アカデミーいちかわ南保育園
- こうぜん保育園市川
- グローバルキッズ南行徳園
- 保育ルームフェリーチェ京成八幡園
- 保育ルームフェリーチェ行徳園
- キッド・ステイ妙典保育園
- つばさ保育園
- 保育ルームフェリーチェ南行徳園
- 市川保育園
- かけまま保育園
- 行徳第二保育園
- 北国分駅前しゃりっこ保育園
- ひまわりキッズ保育園
- Milky Way International Nursery School 市川校
- K's garden 真間駅前保育園
- メリーポピンズ市川ルーム
- キャリー保育園本八幡
- 聖和保育園
- そらまめ保育園市川大野
- ゆう保育園
- 若葉インターナショナル幼保園行徳園
- すみれキッズアカデミー
- 湊新田保育園
- 妙典保育園
- みやくぼ保育園
- さくらキッズ保育園
- 認可保育園トドラースリング
- 童夢ガーデン市川
- 市川かえで保育園
- 原木中山こどもの木保育園
- ちゃいれっく入船保育園
- 京進のほいくえんHOPPA新浜
- 京進のほいくえんHOPPA南行徳駅前
- らいおんハート行徳駅前保育園
- ミルキーホーム本八幡みなみ園
- 八幡南保育園
- いろはな保育園本八幡
- 行徳ゆめの木保育園
- K's garden 鬼越保育園
- そらまめ保育園市川駅前
- ミルキーホーム東菅野園
- 北国分駅前第二しゃりっこ保育園
- 京進のほいくえんHOPPA南大野
- ぽっかぽっかにっけ保育園北方
- 新田チャイルド保育園
- Milky Way International Nursery School　市川新田校
- ししの子保育園市川
- 市川妙典雲母保育園
- 京進のほいくえんHOPPA妙典駅
- ちゃいれっく末広保育園
- ぶれあ保育園・南行徳
- あい・あい保育園　北国分園
- あい・あい保育園　菅野六丁目園
- あい・あい保育園　本八幡園
- 市川なないろ保育園
- デイジー保育園・市川市大和田
- ソラストいちかわ保育園
- ベアキッズ保育園
- たかし保育園市川二俣
- Milky Way International Nursery School　行徳校
- 京進のほいくえんHOPPA末広
- 第2行徳ゆめの木保育園
- まなびの森保育園行徳
- K's garden 行徳保育園
- みなみぎょうとく　ゆずのき保育園
- スクルドエンジェル保育園南行徳園
- あい・あい保育園　菅野駅前園
- 市川梨の花保育園
- Milky Way International Nursery School　市川南校
- スクルドエンジェル保育園市川新田園
- あい・あい保育園　妙典一丁目園
- 市川富浜雲母保育園
- ポピンズナーサリースクール妙典
- アルタキッズ妙典園
- かえで保育園妙典
- あい・あい保育園　妙典五丁目園
- あい・あい保育園　妙典六丁目園
- 市川南保育園
- 八幡チャイルド保育園
- まなびの森保育園市川
- まなびの森保育園妙典

私立認定こども園
- e-こども園（保育所型）
- 認定こども園風の谷こども園（保育所型）

私立小規模保育事業所
- 原木スマイルナーサリー
- 宮久保幼稚園012
- ひなた保育園　行徳駅前ルーム
- いろはな保育園市川南
- ナーサリーゆめの木平田
- ミルキーホーム本八幡きた園
- みなみぎょうとく笑顔保育園
- Little K's　真間駅前保育園
- 小規模保育所リトルすわだ
- 保育ルームキューティー市川
- いろはな保育園本八幡東
- にじのき保育園
- ル・アンジェ行徳保育園
- ねっこ保育園
- エンゼルハウス市川大野園
- いろはな保育園本八幡北
- ぽんておうちえん
- 市川みんと保育園
- そらいろおうちえん
- トライキッズ保育園
- Little K'sアクス本八幡保育園
- こえだ保育園
- ル・アンジェ本八幡保育園
- 森のこどもえん
- はっぴー市川園
- きらら保育園市川南
- みょうでん笑顔保育園
- 保育＆スクール　Whizz Kids市川駅前園
- 小規模保育園hikari
- wakatakeわんぱくgarden
- みどりキッズガーデン
- 童夢ガーデン本八幡
- ぽっかぽっかにっけなーさりー
- ＆KIDSいろのはほいくえん
- 小規模保育園ミニミー
- すくすく行徳保育園
- incipit保育園
- ゆずのき保育いちかわぎょうとく園

私立事業所内保育事業
- つくしんぼ保育所（国立国際医療研究センター国府台病院）

## 船橋市
船橋市公式Webサイトより。
公立保育所
- 船橋市立海神第一保育園
- 船橋市立海神第二保育園
- 船橋市立中央保育園
- 船橋市立本町保育園
- 船橋市立千鳥保育園
- 船橋市立湊町保育園
- 船橋市立若松保育園
- 船橋市立浜町保育園
- 船橋市立宮本第一保育園
- 船橋市立宮本第二保育園
- 船橋市立夏見第一保育園
- 船橋市立夏見第二保育園
- 船橋市立本中山保育園
- 船橋市立西船保育園
- 船橋市立行田保育園
- 船橋市立若葉保育園
- 船橋市立二宮保育園
- 船橋市立三山保育園
- 船橋市立習志野台第一保育園
- 船橋市立習志野台第二保育園
- 船橋市立芝山第一保育園
- 船橋市立高根保育園
- 船橋市立高根台保育園
- 船橋市立金杉台保育園
- 船橋市立緑台保育園
- 船橋市立二和保育園
- 船橋市立小室保育園

私立保育所
- 船橋どろんこ保育園
- 船橋どろんこ保育園分園
- 共同保育所子どもの家
- 南船橋保育園
- そらまめ保育園新船橋
- ゆいまーる保育園
- ポポラー千葉新船橋園
- 塚田ここわ保育園
- しらゆり保育園
- ここみ保育園
- プレスクール・ベル
- ベル・ナーサリー・アスール
- 新船橋ここわ保育園
- ミアヘルサ保育園ひびき新船橋
- そらまめ保育園西船橋
- ブルゥミング保育園
- 船橋ピコレール保育園
- あい・あい保育園宮本園
- まなびの森保育園船橋競馬場駅前
- みどり保育園
- 敬心ゆめ保育園
- 東船橋ちとせ保育園
- グリュック保育園
- まなびの森保育園東船橋
- りんごのき保育園
- 東船橋雲母保育園
- ククルなかよし保育園
- Milky Way International Nursery School 新船橋校
- 夏見台保育園
- 中山あけぼの保育園
- 弥生保育園
- グローバルキッズコトニア西船橋園
- みそら保育園
- さくら保育園
- えがおの森保育園・にしふなばし
- 西船橋雲母保育園
- たんぽぽ西船橋駅前保育園
- 海神南保育園
- リサ保育園
- たんぽぽ海神町南保育園
- あい・あい保育園西船橋園
- 西船橋すきっぷ保育園
- 西船みどり保育園
- アリスなかよし保育園
- 印内保育園
- ラブキッズ
- ベル・ナーサリー
- ベル・ナーサリー塚田
- なないろ保育園
- あまねの杜保育園
- ミアヘルサ保育園ひびき新船橋北
- 太陽の子塚田保育園
- あい・あい保育園船橋法典園
- 船橋うめのき保育園
- ローゼンかみやま保育園
- 船橋馬込沢雲母保育園
- 船橋法典すきっぷ保育園
- こでまり保育園
- てまり保育園
- ロータス保育園
- 丸山旭保育園
- 船橋光の子保育園
- たちばな保育園
- 京進のほいくえんHOPPA前原西
- 前原ひまわり保育園
- 前原保育園
- ゆめのもり保育園
- ゆめわかば保育園
- 船橋ハーモニー保育園
- 三山つくし保育園
- 薬園台・学びの保育園
- にじいろ保育園薬円台
- めぐみ保育園
- アンデルセン保育園
- アンデルセン第二保育園
- アポロンの丘
- まこと保育園分園
- 船橋こどもの木保育園
- あい・あい保育園北習志野園
- かもめ保育園芝山分園
- はさま保育園
- なの花保育園
- シーガル保育園
- まなびの森保育園飯山満
- 美しが丘保育園
- ナーサリー木の実
- 船橋くれよん保育園
- ひばり保育園
- 杉の子保育園
- かもめ保育園
- たかね台ベビーホーム
- 高根台グリーンキディ保育園
- あすなろ保育園
- 船橋あおぞら保育園分園
- 船橋あおぞら保育園
- 三咲小鳩保育園
- やまびこ保育園
- まこと保育園

私立認定こども園
- 船橋旭こども園（幼保連携型）[7]
- 認定こども園大浜幼稚園（幼保連携型）[8]
- 認定こども園不二幼稚園（幼保連携型）[9]
- 田喜野井旭こども園（幼保連携型）[10]
- 高根台文化こども園（幼保連携型）[11]

私立小規模保育事業所
- うみのほいくえん
- パルパステル保育園
- 保育ルームサンライズ船橋
- 京進のほいくえんHOPPA船橋駅園
- トレポンテ駅前保育園
- ミアヘルサ保育園ひびき新船橋第二
- こりんご保育園
- 東船橋色葉保育園
- キッズフィールド東船橋駅前園
- りりぱっとナーサリー中山園
- ココファン・ナーサリー西船橋
- リップル保育園西船橋
- リトル・清和
- 健伸むぎの子保育園
- オーチャード・キッズ船橋馬込沢園
- 保育ルームキューティー
- 前原ベイビーズ保育園
- 京進のほいくえんHOPPA津田沼園
- りりぱっとナーサリー津田沼園
- すずらん保育園
- ひだまり滝台保育園
- ひだまり保育園
- クレヨンキッズ北習志野園
- すくすく北習志野ほいくえん
- 保育ステーションハミングバード
- ひかり保育園
- 小規模保育所リトルキディ
- 太陽の子船橋三咲保育園
- サンヴェルデ保育園
- キッズランド未来
- やきがやなかよし保育園

## 館山市
館山市公式Webサイトより。
公立保育所
- 館山市立純真保育園
- 館山市立中央保育園
- 館山市立館野保育園

公立認定こども園
- 館山市立船形こども園（幼保連携型）
- 館山市立房南こども園（幼保連携型）
- 館山市立九重こども園（幼保連携型）

私立保育所
- 聖アンデレ保育園
- 子育保育園
- 館山教会附属保育園
- 館山ユネスコ保育園

## 木更津市
木更津市公式Webサイトより。
公立保育所
- 木更津市立桜井保育園
- 木更津市立中郷保育園
- 木更津市立わかば保育園
- 木更津市立久津間保育園
- 木更津市立鎌足保育園
- 木更津市立請西保育園

私立保育所
- 木更津社会館保育園
- ふくた保育園
- 社会館吾妻保育園
- ゆりかご保育園
- うみまち保育園

私立認定こども園
- 認定こども園木更津みらい（幼保連携型）
- 幼保連携型認定こども園長須賀保育園（幼保連携型）
- 岩根こども園（幼保連携型）
- 幼保連携型認定こども園木更津むつみ保育園 （幼保連携型）
- 幼保連携型認定こども園さとの保育園（幼保連携型）
- みやまのさくら保育園（幼保連携型）

私立小規模保育事業所
- 小規模保育園ココロ
- 木更津ぽんぽこ園
- ソフィアキッズ保育園アクア
- ソフィアキッズ保育園マリン
- 畑沢くじら保育園
- こころのつぼみ保育園

私立事業所内保育事業
- 事業所内保育所すきっぷ（社会福祉法人かずさ萬燈会）

## 松戸市
松戸市公式Webサイトより。
公立保育所
- 松戸市立梨香台保育所
- 松戸市立二十世紀ケ丘保育所
- 松戸市立松ケ丘保育所
- 松戸市立北松戸保育所
- 松戸市立八柱保育所
- 松戸市立牧の原保育所
- 松戸市立松飛台保育所
- 松戸市立六実保育所
- 松戸市立古ケ崎保育所
- 松戸市立古ケ崎第二保育所
- 松戸市立馬橋西保育所
- 松戸市立新松戸中央保育所
- 松戸市立新松戸南部保育所
- 松戸市立新松戸北保育所
- 松戸市立小金北保育所
- 松戸市立小金原保育所
- 松戸市立コアラ保育所

私立保育所
- つぼみ保育園
- 松戸南保育園
- 小羊保育園
- 第一平和保育園
- 第二平和保育園
- 保育園きぼうのたから
- 松戸ミドリ保育園
- 上本郷保育園
- 東松戸保育園
- グローバリーキッズ
- 梨の花保育園
- 佑和保育園
- 稔台保育園
- 子すずめ保育園
- 八景台保育園
- 金ヶ作保育園
- 三空保育園
- ときわ平保育園
- 六高台保育園
- こうぜん保育園
- いわさき保育園
- けやきの森保育園
- 松戸ひばり保育園
- 馬橋保育園
- 新松戸ベビーホーム
- 東進ポップキッズ
- 小金保育園
- さくら保育園
- 若芝保育園
- けやきの森保育園貝の花
- こすもす保育園
- 音のゆりかご保育園
- 和名ヶ谷ひまわり保育園
- 桜花保育園
- 秋山・学びの保育園
- 五香子すずめ保育園
- 保育園きぼうのつばさ
- みなみ新松戸保育園
- 東進ワールドキッズ
- 和ほいくえん
- 大金平グレース保育園
- 常盤平駅前ナーサリースクール
- ゆめのみ保育園
- 第三平和保育園
- ケヤキッズ保育園
- ナーサリースクールいずみ新松戸
- けやきの森保育園まばし
- 新松戸ゆいのひ保育園
- コスモスの丘八柱保育園

私立認定こども園
- 耀きの森幼児舎（幼保連携型）
- はなみずきこども園（幼保連携型）
- 野菊野こども園（幼保連携型）
- さわらびこども園（幼保連携型）
- さわらびドリームこども園（幼保連携型）
- 小金西グレースこども園（幼保連携型）
- 認定こども園風の丘（幼保連携型）
- 北小金グレースこども園（幼保連携型）

私立小規模保育事業所
- ケヤキッズベビールーム
- 金ヶ作保育園なのはなルーム
- 八景台保育園たんぽぽルーム
- 新松戸幼稚園おひさまルーム
- へいわオリーブ保育室
- さわらびこども園北松戸ルーム
- さわらびドリームこども園馬橋ルーム
- はなみずきこども園八柱ルーム
- ドレミルーム
- 野菊野こども園松戸ステーションルーム
- へいわこばと保育室
- へいわちいろば保育室
- 星のおうち新松戸
- ケヤキッズスマイルルーム
- ゆいまーる保育園
- こすもすベビールーム新松戸
- 上本郷保育園ひまわりルーム
- ピッコリーノ保育園
- 北小金グレース保育園ノーチェルーム
- へいわかしの木保育室
- ミルキーホーム新松戸園
- 金ヶ作保育園元山駅なのはなルーム
- ときわ平保育園さくらんぼルーム
- こうぜん保育園いずみ
- さわらびドリームこども園馬橋第2ルーム
- はなみずきこども園五香ルーム
- けやきの森保育園せんだぼり
- オハナキッズルーム矢切
- 京進のほいくえんHOPPA新松戸駅園
- みのり台エンゼル保育園
- ひなた保育園
- 野菊野こども園松戸駅西口ルーム
- 東松戸ニコニコ保育園
- ひぐらし中央保育園
- ほほえみ保育園
- へいわこえだ保育室
- へいわみのり保育室
- こすもすベビールーム新松戸第2ルーム
- ゆいまーる保育園中和倉
- 新松戸すずらん保育園
- ドルチェルーム松飛台
- キッズルームいずみ松戸新田
- 小山保育ルーム
- コモレビナーサリー
- 小金城趾グレース保育園　ノーチェルーム
- つぼみルーム
- まつど中央公園前保育園第一
- まつど中央公園前保育園第二
- いたるルーム
- のびろルーム
- 栄町ルーム
- フレンドキッズランド東松戸園
- ここりの森保育園新松戸
- 新松戸第二すずらん保育園
- ひぐらし第二中央保育園
- こすもすベビールーム馬橋
- 和名ヶ谷ひまわり保育園胡録台ルーム
- みるく保育園
- みなみ北小金保育室
- ドルチェルーム東松戸
- 新松戸なのはなルーム
- まつど中央公園前保育園第三
- まつど中央公園前保育園第四
- 梨の花レインボールーム
- 保育園きぼうのそら
- 新松戸ニコニコ保育園
- こすもすベビールーム新松戸第3ルーム
- よつ葉ルーム
- エンゼルしらゆり保育園八柱
- みなみ北小金第二保育室
- ここりの森保育園北小金
- けやきの森保育園メルカート
- こすもすベビールーム新松戸中央公園
- ドルチェルーム
- 八柱ステーションルーム
- 北小金ニコニコ保育園
- ふるーる保育園松戸駅前
- エンゼルつきの保育園馬橋
- エンゼルひかり保育園松戸
- オハナキッズルーム馬橋
- 北松戸ニコニコ保育園
- ここりの森保育園東松戸
- こすもすベビールーム新松戸ゆりのき通り
- ミルキーホーム五香園
- フェアリールーム
- エンゼルきらり保育園松戸
- エンゼルかるみあ保育園上本郷
- エンゼルふくしあ保育園上本郷
- ここりの森保育園五香
- ここりの森保育園新田第一
- ここりの森保育園新田第二
- ここりの森保育園六高台
- こすもすベビールーム北小金
- こすもすベビールーム新松戸ゆりのき通り 第2ルーム
- さくら保育園 どんぐりルーム
- 新松戸はもにか保育園
- トライキッズ保育園新松戸
- ドルチェルーム カノン
- プチリック美野里園
- ひぐらし第三中央保育園八柱駅園
- みつぼしルーム松戸駅東口
- みらいまつど保育園
- ゆいまーる保育園みのり台

## 野田市
野田市公式Webサイトより。
公立保育所
- 野田市立清水保育所
- 野田市立花輪保育所
- 野田市立中根保育所
- 野田市立南部保育所
- 野田市立北部保育所
- 野田市立尾崎保育所
- 野田市立福田保育所
- 野田市立木間ケ瀬保育所
- 野田市立乳児保育所

私立保育所
- 聖華保育園
- コビープリスクールのだ保育園
- コビープリスクールせきやど保育園
- アスク七光台保育園
- アスク川間保育園
- コビープリスクールさくらのさと保育園
- アスク古布内保育園
- コビープリスクールあたご保育園
- すくすく保育園
- やまざき杜の保育園
- アートチャイルドケア野田東部みどり保育園

私立認定こども園
- 聖華未来のこども園（幼保連携型）
- のだのこども園（保育所型）
- やなぎさわ幼稚園・保育園（幼保連携型）

私立小規模保育事業所
- 柳沢くくる保育園

私立事業所内保育事業
- ひばり保育園（医療法人社団圭春会　小張総合病院）

## 茂原市
茂原市公式Webサイトより。
公立保育所
- 茂原市立東郷保育所
- 茂原市立豊田保育所
- 茂原市立鶴枝保育所
- 茂原市立二宮保育所
- 茂原市立中の島保育所
- 茂原市立町保保育所
- 茂原市立朝日の森保育所

私立保育所
- 東茂原保育園

私立認定こども園
- 高師保育園（幼保連携型）
- ほのおかこども園（幼保連携型）

## 成田市
成田市公式Webサイトより。
公立保育所
- 成田市立中台保育園
- 成田市立中台第二保育園
- 成田市立吾妻保育園
- 成田市立新山保育園
- 成田市立玉造保育園
- 成田市立橋賀台保育園
- 成田市立赤坂保育園
- 成田市立松崎保育園
- 成田市立長沼保育園
- 成田市立小御門保育園
- 成田市立高岡保育園
- 成田市立大栄保育園

私立保育所
- 成田保育園
- つのぶえ保育園
- キートスチャイルドケア美郷台
- めぶき保育園なりた
- 宗吾保育園
- 公津の杜保育園
- キートスチャイルドケア公津の杜
- 三里塚第一保育園
- 三里塚第二保育園
- 三里塚みらい保育園
- あい・あい保育園　本三里塚園
- あい・あい保育園　西三里塚園
- 大室保育園
- あい・あい保育園　久住園
- 月かげ保育園

私立認定こども園
- 成田国際こども園（保育所型）
- ハレルヤこども園（保育所型）

私立小規模保育事業所
- ひまわり保育園
- キッズルームひまわり
- ことり保育園　スカイタウン園
- わくわく保育園　成田園
- ハレルヤ保育園
- ことり保育園　公津の杜園
- わくわく保育園　並木町園
- こひつじくらぶ
- キートスベビーケア公津の杜
- わくわく保育園　久住園

私立事業所内保育事業
- なかよし保育園（医療法人鳳生会　成田病院、社会福祉法人豊立会）

## 佐倉市
佐倉市公式Webサイトより。
公立保育所
- 佐倉市立佐倉保育園
- 佐倉市立根郷保育園
- 佐倉市立馬渡保育園
- 佐倉市立臼井保育園
- 佐倉市立北志津保育園
- 佐倉市立志津保育園
- 佐倉市立南志津保育園

私立保育所
- 生活クラブ風の村保育園佐倉東
- にじいろ保育園佐倉
- はくすい保育園
- さくら敬愛保育園
- 陽の木さくら保育園
- かえで保育園さくら駅前
- すみれ保育園
- 青葉保育園
- 第二青葉保育園
- おひさま保育園
- レイクサイドインターナショナルチャイルドケア
- 森と自然の保育園のびのびハウス
- 臼井はくすい保育園
- ユーカリハローキッズ
- みやのもりハローキッズ
- えがおの森保育園・いの
- あい・あい保育園ユーカリが丘園
- ウェルネス保育園ユーカリが丘
- ユーカリの森マイキッズ
- みくに保育園
- ソラストさくら保育園
- 志津駅前マミーさくら保育園
- あい・あい保育園上志津園
- ウェルネス保育園佐倉

私立認定こども園
- 千成幼稚園（幼保連携型）
- 佐倉くるみ幼稚園（幼保連携型）
- 吉見光の子モンテッソーリ子どもの家（保育所型）
- モンテッソーリ光の子（幼保連携型）

私立小規模保育事業所
- アンファンひのきさくら
- ユーカリデイリーキッズ
- ひまわりルーム西志津
- Kid's Patio　しづ園

私立事業所内保育事業
- アンサンブル染井野キッズ（有限会社染井野リビングサービス）
- Bon ami 保育園（長岡産婦人科クリニック）

## 東金市
東金市公式Webサイトより。
公立保育所
- 東金市立第1保育所
- 東金市立第2保育所
- 東金市立第3保育所
- 東金市立第4保育所

公立認定こども園
- 東金市立福岡こども園（幼保連携型）

私立保育所
- 八坂台はぐくみの森保育園

私立認定こども園
- ユニヴァーサル雙葉学園（幼保連携型）

私立小規模保育事業所
- 小規模保育ぐるんぱ
- 小規模保育まりんキッズ
- 小規模保育まりんキッズ第2園
- 東金さくら保育園
- 東金第2さくら保育園
- ときがね保育園
- いちご保育園

## 旭市
旭市公式Webサイトより。
公立保育所
- 旭市立ゆたか保育所
- 旭市立日の出保育所
- 旭市立とみうら保育所
- 旭市立共和保育所
- 旭市立中央第一保育所
- 旭市立干潟保育所
- 旭市立池の端保育所
- 旭市立中央第二保育所
- 旭市立中央第三保育所
- 旭市立海上保育所
- 旭市立いいおか保育所
- 旭市立まんざい保育所
- 旭市立古城保育所

私立保育所
- サンライズベビーホーム
- おうめい保育園
- 鶴巻保育園
- ひかり保育園
- 干潟町中央保育園

## 習志野市
習志野市公式Webサイトより。
公立保育所
- 習志野市立藤崎保育所
- 習志野市立谷津保育所
- 習志野市立大久保第二保育所
- 習志野市立本大久保第二保育所
- 習志野市立菊田第二保育所
- 習志野市立秋津保育所
- 習志野市立谷津南保育所

公立認定こども園
- 習志野市立東習志野こども園（幼保連携型）
- 習志野市立杉の子こども園（幼保連携型）
- 習志野市立袖ケ浦こども園（幼保連携型）
- 習志野市立大久保こども園（幼保連携型）
- 習志野市立新習志野こども園（幼保連携型）

私立保育所
- かすみ保育園
- 若松すずみ保育園
- 明徳そでにの保育園
- アスクかなでのもり保育園
- アスクかなでのもり第二保育園
- キッズ☆ガーデン奏の杜園
- 谷津みのり保育園
- そらまめ保育園　かなでの杜
- ブレーメン津田沼保育園
- 菊田みのり保育園
- COO本大久保保育園
- 京進のほいくえんHOPPA津田沼ザ・タワー
- 実籾保育園
- そらまめ保育園　津田沼駅前
- クニナ奏の杜保育園

私立認定こども園
- みのりつくしこども園（幼保連携型）
- ブレーメン実花こども園（幼保連携型）
- 青葉幼稚園（幼保連携型）

私立小規模保育事業所
- キッズスペースweepeeみもみ2nd
- ひまわり保育園2nd
- ひまわり保育園3rd
- サンライズキッズ保育園津田沼園
- サンライズキッズ保育園奏の杜園
- ひまわり保育園
- サンライズキッズ保育園谷津園
- 杜の子保育園
- ロゼッタ保育園
- ポピンズナーサリースクール　イオンモール津田沼
- みらいつむぎ谷津保育園
- ひまわり保育園Sola

## 柏市
柏市公式Webサイトより。
公立保育所
- 柏市立桜台保育園
- 柏市立若葉保育園
- 柏市立あけぼの保育園
- 柏市立富勢保育園
- 柏市立東中新宿保育園
- 柏市立豊四季保育園
- 柏市立増尾保育園
- 柏市立豊住保育園
- 柏市立土南部保育園
- 柏市立西原保育園
- 柏市立豊町保育園
- 柏市立富士見保育園
- 柏市立酒井根保育園
- 柏市立名戸ヶ谷保育園
- 柏市立田中保育園
- 柏市立旭町保育園
- 柏市立東町保育園
- 柏市立高野台保育園
- 柏市立しこだ保育園
- 柏市立松葉保育園
- 柏市立高柳保育園
- 柏市立高柳西保育園

私立保育所
- ひかり隣保館保育園
- おお田保育園
- 花の井保育園
- 柏保育園
- あいみ保育園
- 巻石堂さくら保育園
- 柏の葉キャンパス保育園
- みなみ高柳保育園
- 吉野沢保育園
- 柏さかさい保育園
- とばり保育園
- 西口保育園
- 柏中央保育園
- あい保育園柏たなか駅前
- ヴィヴァン保育園
- 小学館アカデミー柏しこだの森保育園
- うぃず南柏保育園
- 咲保育園
- ミアヘルサ保育園ひびきかしわ
- ピノキオ幼児舎南柏保育園
- ニチイキッズ柏保育園
- ニチイキッズ逆井みなみ保育園
- 北の杜保育園
- 柏しんとみ保育園
- ヴィヴァン亀甲台保育園
- キッズエンカレッジ
- ら・くれしゅ柏駅前保育園
- 北柏駅前保育園わらび
- 柏みどり保育園
- ココファン・ナーサリー柏の葉
- プチ・ナーサリー柏の葉保育園
- 咲さく良保育園
- かしわのはこころ保育園
- かしわたなかこころ保育園
- さくらさくみらい柏の葉
- めばえ保育園
- 柏ECEC保育園
- 豊四季はぐくみ保育園
- まなびの森保育園　豊四季
- あい・あい保育園　新柏園
- ひなた保育園
- 船戸ブロッサム保育園
- かしわきゃんぱすこころ保育園
- あい・あい保育園　第二新柏園
- あい・あい保育園　豊四季園
- TXかしわこころ保育園
- つじなか柏の葉保育園

私立認定こども園
- 認定こども園柏こばと学園（幼保連携型）
- 認定こども園みくに学園（幼保連携型）
- 認定こども園くるみこども園（幼保連携型）
- 認定こども園柏めぐみ園（幼保連携型）
- 認定こども園手賀の丘幼稚園・保育園（幼保連携型）
- 認定こども園ホザナ幼稚園（幼保連携型）
- 柏の葉こども園（幼保連携型）
- 認定こども園みくになかよしこども園（幼保連携型）
- 認定こども園とみせ幼稚園（幼保連携型）
- 認定こども園まつがさきの森幼稚園（幼保連携型）
- 認定こども園くりの木幼稚園（幼保連携型）
- 認定こども園第二ますお幼稚園（幼保連携型）
- こばとこどもえん　ネスト（幼保連携型）

私立小規模保育事業所
- よしだベビーハウス
- 豊四季もりの保育園
- チェリーガーデン
- ココファン・ナーサリー柏豊四季台
- キッズルームアリス高柳保育園
- 柏こばと保育園ぷりん
- 北柏小規模保育園わらび
- たなかわんぱくの森保育園
- フェアリーガーデン
- 柏の葉わんぱくの杜保育園
- アルタベビー南柏園

## 勝浦市
勝浦市公式Webサイトより。
公立保育所
- 勝浦市立上野保育所
- 勝浦市立総野保育所

公立認定こども園
- 勝浦市立勝浦こども園（幼保連携型）

## 市原市
市原市公式Webサイトより。
公立保育所
- 市原市立辰巳保育所
- 市原市立三和保育所
- 市原市立馬立保育所
- 市原市立鶴舞保育所

公立認定こども園
- 市原市立姉崎認定こども園（幼保連携型）
- 市原市立五井認定こども園（幼保連携型）
- 市原市立八幡認定こども園（幼保連携型）
- 市原市立辰巳台認定こども園（幼保連携型）
- 市原市立牛久認定こども園（幼保連携型）
- 市原市立高滝認定こども園（幼保連携型）

公立小規模保育事業所
- 市原市立里見小規模保育事業所

私立保育所
- つぼみの森第二保育園
- 杏保育園
- つぼみの森保育園
- 春保育園
- 国分寺台明世保育園
- 森の幼稚舎
- スクルドエンジェル保育園五井園
- 市原令和おもいやり保育園
- 桜保育園
- はくちょう保育園
- 風の子保育園
- ちはら台保育園
- ちはら台東保育園
- ちはら台南保育園
- あい・あい保育園ちはら台園
- ちはら台第二保育園
- Picapica保育園ちはら台園

私立認定こども園
- ちぐさ蒼空こども園（幼保連携型）

私立小規模保育事業所
- ぶれあ保育園・市原
- ゆたか保育園
- ひろみ保育園
- 森の保育園
- 学園広場保育園
- 森の保育園　第2
- きらきら第二保育園
- ふるいちば保育園
- オンジュソリール保育園あねがさき園
- ママのおうち第2保育園
- 第二姉ヶ崎幼稚園ルックアップ保育
- きらきら保育園
- ママのおうち
- あおぞら保育園
- めぐみ保育園
- ほのぼの保育園
- めぐみ第二保育園
- 鹿島台幼稚園ルックアップ保育
- 市原みらいのこども保育園
- みんなのきずな保育園

私立事業所内保育事業
- ヤクルト五井保育園（千葉県ヤクルト販売株式会社）
- みなみちゃんスミール（学校法人宇野学園）
- えがお（学校法人阿弥陀寺学園）

## 流山市
流山市公式Webサイトより。
公立保育所
- 流山市立中野久木保育所
- 流山市立平和台保育所
- 流山市立江戸川台保育所
- 流山市立向小金保育所
- 流山市立東深井保育所

私立保育所
- 南流山そらいろ保育園
- 八木北保育園
- 松の実保育園
- かやの木保育園
- 生活クラブ風の村わらしこ保育園流山
- 南流山聖華保育園
- 城の星保育園
- 聖華いつき保育園
- 森の葉保育園
- えどがわ森の保育園
- ロータスキッズスクエア
- 名都借みらい保育園
- おおたかの森聖華保育園
- 城の星おおたかの森保育園
- えどがわ南流山保育園
- ぽけっとランド江戸川台駅前保育園
- けやきの森保育園おおたかの森園
- おおたかの森ヒルズナーサリースクール
- 聖華マリン保育園
- 慶櫻おおたかの森保育園
- 暁の星保育園
- 南流山保育園ひびき
- けやきの森保育園おおたかの森第二
- 南流山ちとせ保育園
- 南流山ナーサリースクール
- アートチャイルドケア南流山保育園
- けやきの森保育園　西初石園
- ピオーネ流山保育園
- ミルキーホーム向小金園
- 慶櫻ハナミズキ保育園
- 流山おおたかの森きらきら保育園
- こころおおたかのもり保育園
- 森のまち南流山保育園
- 市野谷つばさ保育園
- 流山さんぴこ保育園
- 慶櫻市野谷保育園
- そらまめ保育園おおたかの森
- 流山こばと保育園
- アスクおおたかの森保育園
- Kanade 流山セントラルパーク保育園
- 慶櫻ゆりのき保育園
- チャレンジキッズおおたかの森園本園
- 森のまち　ひなた保育園
- けやきの森保育園おおたかの森第三
- Nest南流山保育園
- あい・あい保育園　流山おおたかの森園
- ことのは保育園
- オハナゆめ保育園
- チャレンジキッズ第二おおたかの森園
- 流山さんぴこ第2保育園
- 森のまちはやて保育園
- あい・あい保育園　第二流山おおたかの森園
- ありす南流山保育園
- エンゼルあいりす保育園南流山
- キッズラボ南流山園
- きゃんばす流山おおたかの森保育園
- コビープリスクールみなみながれやま
- 城の星第二保育園
- スターリーフ
- ちゃいれっく初石保育園
- 流山さんぴこ第3保育園
- 森のまちあおば保育園
- Nestおおたかの森保育園
- コビープリスクールおおたかのもり

私立認定こども園
- たかさごスクールおおたかの森（幼保連携型）
- たかさごスクールセントラル（幼保連携型）
- 認定こども園みやぞの幼稚園（幼保連携型）

私立小規模保育事業所
- スターキッズ
- キッズルームアリス南流山保育園
- リリィキッズルームおおたかの森駅前
- オハナゆめキッズハウス南流山
- リリィキッズルームおおたかの森第２
- リリィキッズルームおおたかの森第３
- エンゼルゆめの保育室南流山
- エンゼルみらい保育室南流山
- キッズフィールドおおたかの森園
- オハナゆめキッズハウスおおたかの森
- スタービスケ
- アルタベビーおおたかの森園
- ゆずのき保育おおたかのもり園
- 生活クラブ虹の街小規模保育おおたかの森
- MIRATZ流山向小金園
- アルタベビーセントラルおおたかの森園
- キッズルームアリス南流山駅前園
- エンゼルさくら保育室南流山
- Nest松ケ丘保育室
- エンゼルつばさ保育室おおたかの森

## 八千代市
八千代市公式Webサイトより。
公立保育所
- 八千代市立ゆりのき台保育園
- 八千代市立高津南保育園
- 八千代市立八千代台保育園
- 八千代市立八千代台西保育園
- 八千代市立八千代台南保育園
- 八千代市立米本南保育園
- 八千代市立睦北保育園

私立保育所
- 茶々おおわだみなみ保育園
- みつわなかよし保育園
- 大和田西保育園
- ソレイユナーサリーゆりのき台
- ベビーエンゼル八千代中央保育園
- 八千代しらゆり保育園
- あい・あい保育園八千代中央園
- あい・あい保育園大和田園
- 高津南保育園
- 新木戸保育園
- 明優保育園
- 緑が丘はぐみの杜保育園
- 虹のこころ保育園
- ソレイユナーサリー高津東
- あい・あい保育園八千代緑が丘園
- エーワン緑が丘保育園
- 緑が丘こひつじ保育園
- 緑が丘ひよこ保育園
- 若葉高津保育園（保育所型認定こども園）
- ベビーエンゼル保育園
- 第二勝田保育園
- 村上南保育園
- まこと村上保育園
- ソレイユナーサリー八千代台
- ベアキッズ八千代園

私立認定こども園
- 八千代わかば幼稚園（幼保連携型）
- マリヤこども園（幼保連携型）

私立小規模保育事業所
- チャイルドタイム緑が丘エンゼルホーム
- チャイルドタイム八千代エンゼルホーム
- みどりが丘保育園
- クレヨンキッズ八千代緑が丘園

## 我孫子市
我孫子市公式Webサイトより。
公立保育所
- 我孫子市立寿保育園
- 我孫子市立湖北台保育園
- 我孫子市立つくし野保育園

私立保育所
- 聖華みどり保育園
- 東あびこ聖華保育園
- 湖北保育園
- 慈紘保育園
- 双葉保育園
- 天王台双葉保育園
- 川村学園女子大学附属保育園
- アンジェリカ保育園
- つばめ保育園
- 禮和保育園
- ぽけっとランドあびこ保育園
- めばえ幼稚園
- 天王台さくら保育園
- あびこ菜の花保育園
- 根戸保育園入園
- 天王台ななほ保育園
- ミルキーホーム天王台園

私立認定こども園
- 布佐宝（幼保連携型）
- 恵愛こども園（幼保連携型）
- 柏鳳（幼保連携型）

私立小規模保育事業所
- ぴくしーらんど
- あびこ若松
- 我孫子さくらっ子

## 鴨川市
鴨川市のWebサイトより。
公立認定こども園
- 鴨川市立鴨川認定こども園（幼保連携型）
- 鴨川市立西条認定こども園（幼保連携型）
- 鴨川市立田原認定こども園（幼保連携型）
- 鴨川市立長狭認定こども園（幼保連携型）
- 鴨川市立江見認定こども園（幼保連携型）
- 鴨川市立天津小湊認定こども園（幼保連携型）

私立認定こども園
- 認定こども園OURS（幼保連携型）

## 鎌ケ谷市
鎌ケ谷市公式Webサイトより。
公立保育所
- 鎌ケ谷市立道野辺保育園
- 鎌ケ谷市立南初富保育園
- 鎌ケ谷市立粟野保育園
- 鎌ケ谷市立鎌ケ谷保育園

私立保育所
- ふじのこ保育園
- りすのこ園
- おおぞら保育園
- まるやま保育園
- 鎌ケ谷ピコレール保育園
- グローバルキッズ鎌ケ谷園
- たかし保育園新鎌ケ谷
- たかし保育園鎌ケ谷大仏
- K's garden 鎌ケ谷保育園

私立小規模保育事業所
- あっとほーむママ・ほしのこ
- あっとほーむママ・にじのこ
- みちるkids園
- 初富スマイルキッズ
- ふたば園
- くるみ園
- えんぜるナーサリー初富
- あい・あい保育園新鎌ケ谷園
- スクルドエンジェル保育園新鎌ケ谷園
- スクルドエンジェル保育園鎌ケ谷大仏園

## 君津市
君津市のWebサイトより。
公立保育所
- 君津市立久保保育園
- 君津市立上湯江保育園
- 君津市立内箕輪保育園
- 君津市立常代保育園
- 君津市立南子安保育園
- 君津市立中保育園
- 君津市立小糸保育園
- 君津市立清和保育園
- 君津市立小櫃保育園
- 君津市立かずさあけぼの保育園

公立認定こども園
- 君津市立人見こども園（保育所型認定こども園）

私立保育所
- 君津保育園
- 宮下どろんこ保育園
- ウェルネス保育園　君津
- あい・あい保育園　君津園
- スクルドエンジェル保育園もくし園

私立小規模保育事業所
- スキップ小規模保育園
- サンライズキッズ保育園
- スクルドエンジェル保育園

## 富津市
富津市公式Webサイトより。
公立保育所
- 富津市立飯野保育所
- 富津市立吉野保育所
- 富津市立佐貫保育所
- 富津市立中央保育所
- 富津市立竹岡保育所
- 富津市立金谷保育所
- 富津市立峰上保育所

私立保育所
- 富津保育園
- 青堀保育園
- 和光保育園
- 大貫保育園

## 浦安市
浦安市公式Webサイトより。
公立保育所
- 浦安市立当代島保育園
- 浦安市立猫実保育園
- 浦安市立入船保育園
- 浦安市立富岡保育園
- 浦安市立東野保育園
- 浦安市立日の出保育園
- 浦安市立高洲保育園
- 浦安市立弁天保育園
- 浦安市立浦安駅前保育園

私立保育所
- ベネッセ海園の街保育園
- ふたば保育園
- 入船北保育園
- みのり保育園
- しおかぜ保育園
- ポピンズナーサリースクール新浦安
- 愛和元町保育園
- アスク舞浜保育園
- たかし保育園新浦安
- 新浦安こどもの木保育園
- アップルナースリー浦安保育園
- 高洲マミー保育園
- ポピンズナーサリースクール浦安
- あい・あい保育園　浦安園
- 浦安わかばの森保育園
- 浦安どろんこ保育園
- 舞浜こどもの木保育園
- そらまめ保育園新浦安駅前
- 風花学園
- こどものじかん保育園
- 新浦安きらきら保育園
- めぶき保育園
- さくら保育園
- アンファンジュール保育園当代島
- あい・あい保育園　浦安北栄園
- スクルドエンジェル保育園猫実園
- 堀江こどもの木保育園
- 浦安堀江雲母保育園
- こころうらやす保育園
- 浦安富士見雲母保育園
- 浦安いろどり保育園
- 浦安いろどり保育園

私立認定こども園
- 渋谷教育学園浦安こども園（幼保連携型）

私立小規模保育事業所
- エンゼルマミー
- ことのは保育園
- スクルドエンジェル保育園浦安園
- 保育室ポケットママ
- フェニックスキッズ新浦安
- MIRATZ新浦安保育園
- 浦安わかば保育園

## 四街道市
四街道市公式Webサイトより。
公立保育所
- 四街道市立中央保育所
- 四街道市立中央保育所分園
- 四街道市立千代田保育所

私立保育所
- さつき保育園
- 四街道保育園
- 大日保育園
- エンゼルステーション保育園
- ゆうゆう保育園
- ココファン・ナーサリーもねの里
- ミルキーホーム四街道園
- テンダーラビング保育園わらび
- まちの保育園成山
- あい・あい保育園四街道園
- ミルキーホームもねの里
- かるがも保育園四街道園
- あい・あい保育園四街道めいわ園
- あい・あい保育園四街道駅北口園
- わくわく保育園もねの里園
- もりのなかま保育園四街道園
- かえで保育園四街道
- スクルドエンジェル保育園もねの里園
- まなびの森保育園もねの里
- もりのなかま保育園四街道めいわ園サイエンス＋
- ベアキッズ千代田園

私立認定こども園
- 認定こども園四街道さつき幼稚園（幼保連携型）

私立小規模保育事業所
- まちの保育園四街道駅前
- スクルドエンジェル保育園四街道園
- ミルキーホームみどり園
- Picapica保育園美しが丘園
- 緑ヶ丘幼稚園附属みどりがおかほいくえん
- 千代田幼稚園附属ちよだっこルームもねの里

## 袖ケ浦市
袖ケ浦市公式Webサイトより。
公立保育所
- 袖ケ浦市立福王台保育所
- 袖ケ浦市立久保田保育所
- 袖ケ浦市立根形保育所
- 袖ケ浦市立平川保育所
- 袖ケ浦市立吉野田保育所

私立保育所
- 昭和保育園
- 長浦保育園
- 白ゆり保育園
- 大空保育園
- みどりの丘保育園
- ユーカリ保育園
- スクルドエンジェル保育園　望海園
- スクルドエンジェル保育園　神納園

私立認定こども園
- 認定こども園まりん（幼保連携型）

私立小規模保育事業所
- みどりの風保育園
- スクルドエンジェル保育園袖ケ浦園Ⅰ
- スクルドエンジェル保育園袖ケ浦園Ⅱ
- アレッタ袖ケ浦園

私立事業所内保育事業
- キッズガーデンひまわり（社会医療法人社団さつき会　袖ケ浦さつき台病院）

## 八街市
八街市公式Webサイトより。
公立保育所
- 八街市立八街保育園
- 八街市立実住保育園
- 八街市立朝陽保育園
- 八街市立交進保育園
- 八街市立二州第一保育園
- 八街市立二州第二保育園

私立保育所
- 生活クラブ風の村保育園八街
- 八街かいたく保育園

私立認定こども園
- 明徳やちまたこども園（幼保連携型）
- 八街泉こども園（幼保連携型）

私立小規模保育事業所
- ひよこのお家
- いろはに保育園

## 印西市
印西市公式Webサイトより。
公立保育所
- 印西市立木刈保育園
- 印西市立内野保育園
- 印西市立高花保育園
- 印西市立西の原保育園
- 印西市立もとの保育園

私立保育所
- 銀の鈴保育園
- 原山保育園
- 山ゆり保育園
- スマイル保育園
- 小倉すくすく保育園
- しおん保育園
- ヒューマンアカデミー印西牧の原保育園
- エンヂェルハート保育園
- 星虹保育園
- 星虹第二保育園
- かふう保育園いんざい
- あい・あい保育園　千葉ニュータウン中央園
- かぐろ杜の保育園
- コスモスの丘保育園
- ゆいのひ保育園
- あい・あい保育園　印西牧の原園
- 草深こじか第二保育園
- ちいさな杜の保育園
- 千葉ニュータウン　ナーサリースクール
- HALO保育園

私立認定こども園
- どんぐり保育園（保育所型）
- 草深こじか保育園（幼保連携型）
- 牧の原宝保育園（幼保連携型）
- 認定こども園　Rainbow Wings International（保育所型）
- 印西ひかりこども園（幼保連携型）

私立小規模保育事業所
- やまと小規模保育園
- カインド・ナーサリー牧の原第1園
- カインド・ナーサリー牧の原第2園

## 白井市
白井市公式Webサイトより。
公立保育所
- 白井市立清水口保育園
- 白井市立南山保育園
- 白井市立桜台保育園

私立保育所
- 白井保育園
- 白井ふじ保育園
- こざくら保育園
- あい・あい保育園西白井園

私立認定こども園
- ひまわりこども園（幼保連携型）
- はなぶさ保育園（幼保連携型）

私立小規模保育事業所
- 白井ふたば保育園
- ひなた保育園・しろい
- ひなた保育園・ふぉるてしろい

## 富里市
富里市公式Webサイトより。
公立認定こども園
- 富里市立葉山こども園（幼保連携型）
- 富里市立向台こども園（幼保連携型）

私立保育所
- 富里保育園
- こひつじ保育園
- 青空保育園
- あい・あい保育園富里園

私立小規模保育事業所
- ことり保育園日吉台園
- ひよしだい保育園
- PuPu保育園富里園

## 南房総市
南房総市公式Webサイトより。
公立保育所
- 南房総市立富浦保育所
- 南房総市立富山保育所
- 南房総市立三芳保育所
- 南房総市立千倉保育所
- 南房総市立嶺南保育所

私立保育所
- 白鳩保育園
- 白浜東部保育園
- ゆうひが丘保育園

私立認定こども園
- 認定こども園こどもの森（幼保連携型）

## 匝瑳市
匝瑳市公式Webサイトより。
公立保育所
- 匝瑳市立八日市場保育所
- 匝瑳市立豊和保育所
- 匝瑳市立吉田保育所
- 匝瑳市立豊栄保育所

私立保育所
- 椿海保育園
- 共興保育園
- 須賀保育園
- 平和保育所
- 匝瑳保育園
- 東保育園
- 栄保育園

私立認定こども園
- 九十九里ホーム飯倉駅前あかしあこども園（幼保連携型）

## 香取市
香取市公式Webサイトより。
公立保育所
- 香取市立大倉保育所
- 香取市立北佐原保育所
- 香取市立香取保育所
- 香取市立佐原保育所
- 香取市立瑞穂保育所
- 香取市立新島保育所
- 香取市立小見川東保育所
- 香取市立栗源保育所

公立認定こども園
- 香取市立おみがわこども園（幼保連携型認定こども園）

私立保育所
- たまつくり保育園
- 香西保育所
- まんまる保育園
- 八都保育園
- 府馬保育園
- 山倉保育園
- 山倉第二保育園
- あげひばり保育園

私立認定こども園
- 幼保連携型認定こども園明照保育園（幼保連携型）
- 清水こども園（幼保連携型）
- 佐原めぐみこども園（幼保連携型）

## 山武市
山武市公式Webサイトより。
公立認定こども園
- 山武市立なるとうこども園（幼保連携型）
- 山武市立なんごうこども園（幼保連携型）
- 山武市立しらはたこども園（幼保連携型）
- 山武市立まつおこども園（幼保連携型）
- 山武市立おおひらこども園（保育所型）

私立保育所
- 日向保育園
- 若杉保育園
- 蓮沼保育園

## いすみ市
いすみ市公式Webサイトより。
公立保育所
- いすみ市立第一保育所
- いすみ市立第二保育所
- いすみ市立東海保育所
- いすみ市立東保育所
- いすみ市立浪花保育所
- いすみ市立長者保育所
- いすみ市立中根保育所
- いすみ市立太東保育所
- いすみ市立古沢保育所

公立認定こども園
- いすみ市立夷隅こども園（保育所型）

私立保育所
- 子山保育園

## 大網白里市
大網白里市公式Webサイトより。
公立保育所
- 大網白里市立白里保育所
- 大網白里市立増穂保育所

私立保育所
- あさひ保育園
- 大竹保育園
- みどりが丘保育園
- ありんこ親子保育園
- あひる保育園
- こなか保育園

私立小規模保育事業所
- ありんこの森保育園
- 小規模保育ピッコロ
- エンジェルハートナーサリー
- きょうりゅうのたまご保育園
- チャイルドルーム・キッズ・らぶ
- 増穂小規模保育事業所

## 酒々井町
酒々井町公式Webサイトより。
公立保育所
- 酒々井町立中央保育園
- 酒々井町立岩橋保育園

私立認定こども園
- 昭苑こども園（幼保連携型）

## 栄町
栄町公式Webサイトより。
私立保育所
- 安食保育園
- みなみ栄保育園

## 神崎町
神崎町公式Webサイトより。
公立保育所
- 神崎町立神崎保育所
- 神崎町立米沢保育所

## 多古町
多古町公式Webサイトより。
公立認定こども園
- 多古町立多古こども園（幼保連携型）

## 東庄町
東庄町公式Webサイトより。
私立保育所
- 笹川中央保育園
- 橘保育園
- 神代保育園

## 九十九里町
九十九里町公式Webサイトより。
公立認定こども園
- 九十九里町立とようみこども園（幼保連携型）
- 九十九里町立かたかいこども園（幼保連携型）

## 芝山町
芝山町公式Webサイトより。
公立保育所
- 芝山町立第一保育所
- 芝山町立第二保育所
- 芝山町立第三保育所

## 横芝光町
横芝光町公式Webサイトより。
公立保育所
- 横芝光町立大総保育所
- 横芝光町立横芝保育所
- 横芝光町立上堺保育所

私立保育所
- フタバ保育園
- 日吉保育園
- 光町保育園
- 光町中央保育園
- 白浜保育園

## 一宮町
一宮町公式Webサイトより。
公立保育所
- 一宮町立いちのみや保育所

私立保育所
- 愛光保育園

私立認定こども園
- 東浪見こども園（保育所型）
- 一宮どろんこ保育園（保育所型）

## 睦沢町
睦沢町公式Webサイトより。
公立認定こども園
- 睦沢町立睦沢こども園（幼保連携型）

## 長生村
長生村公式Webサイトより。
公立保育所
- 長生村立八積保育所
- 長生村立高根保育所
- 長生村立一松保育所

## 白子町
白子町公式Webサイトより。
公立保育所
- 白子町立白潟保育所
- 白子町立関保育所
- 白子町立南白亀保育所

## 長柄町
長柄町公式Webサイトより。
公立認定こども園
- 長柄町立ながらこども園（幼保連携型）

## 長南町
長南町公式Webサイトより。
公立保育所
- 長南町立長南保育所

## 大多喜町
大多喜町公式Webサイトより。
公立保育所
- 大多喜町立つぐみの森保育園
- 大多喜町立みつば保育園

## 御宿町
御宿町公式Webサイトより。
公立認定こども園
- 御宿町立おんじゅく認定こども園（保育所型）

## 鋸南町
鋸南町公式Webサイトより。
公立保育所
- 鋸南町立鋸南保育所